# Biratori
Biratori (japanska: 平取町?, Biratori-chō) är en japansk landskommun i Hidaka subprefektur på Hokkaido. Kommunens namn betyder "mellan klippor" på ainu.
Biratori hade 2016 en befolkning på 5.305 personer. Ytan är 743 km2. Biratori är framför allt en jordbruksbygd, där det odlas frukt och grönsaker, bland annat tomater. Tidigare fanns där en träindustri. 
Nibutanidammen anlades i Nibutani i Biratori över floden Saru trots starka invändningar på grund av att översvämmade områden hade helig mening för ainufolket. Nibutanis mest kände invånare var Shigeru Kayano, som var främjare av ainuspråket och -kulturen.
I Nibutani finns Historical Museum of the Saru River, Nibutani Ainu Culture Museum och Kayano Shigeru Nibutani Ainu Museum.